# Велика Дивенка
Велика Дивенка (рос. Большая Дивенка) — присілок у Лузькому районі Ленінградської області Російської Федерації.
Населення становить 122 особи. Належить до муніципального утворення Мшинське сільське поселення.

## Історія
Згідно із законом від 28 вересня 2004 року № 65-оз належить до муніципального утворення Мшинське сільське поселення.

## Населення
| 2007 | 2010 |
| ---- | ---- |
| 102  | ↗122 |